# Alberni Inlet
Alberni Inlet (vormals bekannt auch als Alberni Canal) ist ein langer enger Meeresarm in Vancouver Island, British Columbia, Kanada, der sich vom Pazifischen Ozean am Barkley Sound über 40 Kilometer (25 Meilen) ins Inland erstreckt und bei Port Alberni ausläuft. Er wurde vom spanischen Forscher und Entdeckungsreisenden Francisco de Eliza nach Pedro de Alberni, dem Hauptmann der Primera Compañía Franca de Voluntarios de Cataluña, benannt, die von 1790 bis 1792 in einem spanischen Fort am Nootka Sound stationiert war. Der Meeresarm schließt die Territorien der First Nations ein (Ucluelet, Pacheedaht und Tseshaht People), die Teil der Nuu-chah-nulth-sprachigen Völker sind.

## Geschichte
Ausgesetzt dem offenen Pazifik, ist der Alberni Inlet durch Tsunamis gefährdet. Der größte in der Geschichtsschreibung über den Meeresarm war das Karfreitagsbeben 1964 in Alaska, das Teile der Downtown von Port Alberni zerstörte. Tsunamis trafen wiederholt auch eine Ansiedlung der First Nations, das Dorf Sarita. Es befindet sich auf einer flachen Sandbank, die wiederum auf halbem Weg zum Ostufer des Meeresarms liegt.

## Namensänderung
Im Jahr 1931 gab es eine Empfehlung, dass der Alberni canal in Alberni inlet umbenannt werden sollte, so dass die auswärtigen Schiffer nicht dem Irrtum unterliegen, der Alberni canal sei tatsächlich ein Kanal. Diese Empfehlung wird im offiziellen geografischen Namensverzeichnis British Columbias (BCGNIS) wie folgt beschrieben: „Erstmals so bezeichnet in spanischen Verzeichnissen. Im Jahr 1931 empfahl H.D. Parizeau, der hydrographische Dienst, dass die mehrdeutige Bezeichnung ‚canal‘ in ‚inlet‘ geändert werden soll … es ist sehr wichtig für den Außenhandel, der zwischen Port Alberni und der anderen Teile der Welt erfolgt, dass das Wort ‚canal‘, welches ein großes Missverständnis darstellt, in das korrekte Wort ‚inlet‘ umgeändert wird. Es ist notwendig, ihnen mitzuteilen, dass es große Schwierigkeiten mit dem Wort ‚Kanal‘ gibt, generell bei den auswärtigen Schiffern, die dergestalt sind, dass es für sie einen Mehraufwand und eine zusätzliche Gefahr bedeutet, ihre Schiffe durch den Meeresarm zu schicken; weil aus ihrer Sicht der Alberni Canal so etwas ähnliches ist wie der Manchester-Kanal, der Panamakanal und der Suezkanal, wo man extra Gebühren für Lotsen, für den Kanal selber, eine spezielle Versicherung und ähnliches mehr haben muss.“ Die Namensänderung wurde offiziell im Jahr 1945 genehmigt.
Andere Meeresarme an der Nordwest-Küste wurden weiterhin als canal tituliert, die bekanntesten sind der Lynn Canal, der Portland Canal und der Hood Canal.